# L'escriba assegut
L'escriba assegut, també conegut com L'escriba assegut del Louvre, és una de les estàtues més representatives de l'escultura de l'Imperi Antic d'Egipte, i una de les més famoses i ben conservades de tota la Civilització egípcia. Va ser esculpida entre els anys 2480 i 2350 aC..
Es va realitzar en una època en què Egipte es trobava en el cim de la seva glòria i s'havia abandonat la construcció de grans piràmides: els artesans cobrien més camps, les tombes i els temples tenien una arquitectura més complexa i l'art s'ocupava d'objectes més petits, reproduint la vida quotidiana. Els escribes, indispensables en l'Estat fortament centralitzat, eren representats freqüentment.

## Anàlisi de l'obra

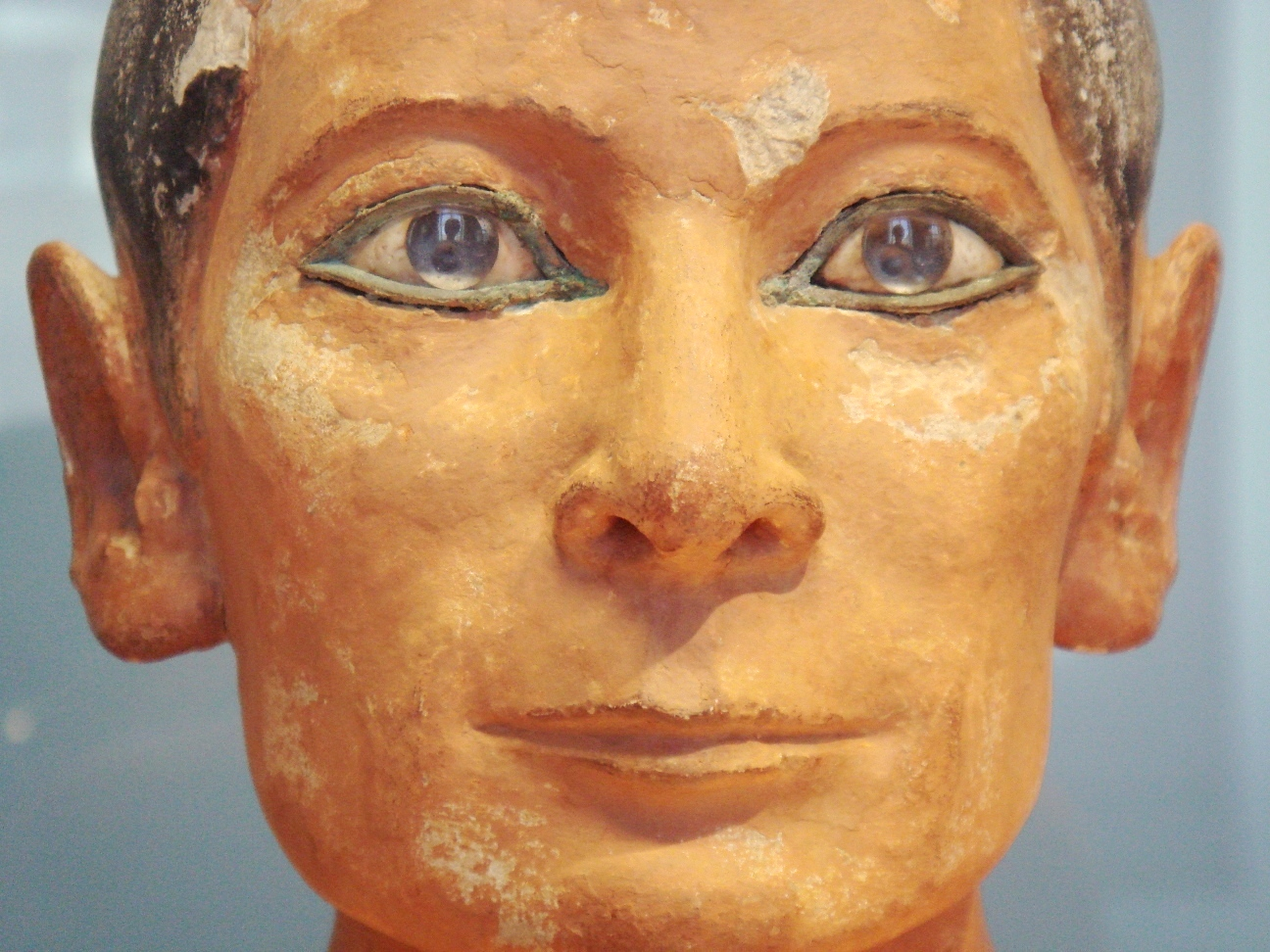
Detall del rostre.

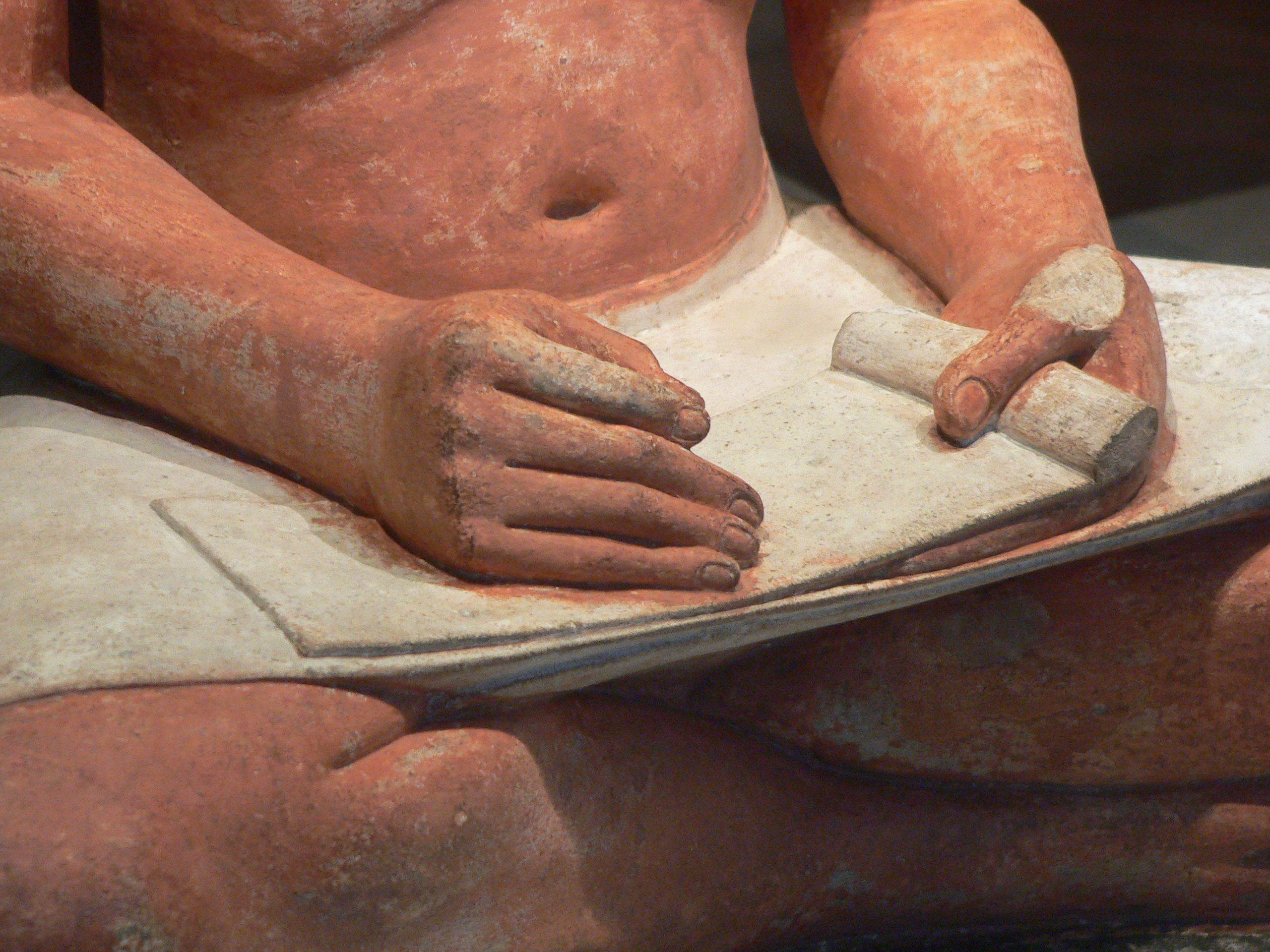
Detall de les mans.

L'estàtua va ser trobada a la necròpoli de Saqqara, situada en la ribera occidental del Nil, davant de l'antiga ciutat de Memfis, que va ser la capital de l'Imperi de l'antic Egipte, i s'estima que representa a un alt funcionari de l'administració. Col·locada a la capella de culte d'una tomba, l'estàtua participava en les cerimònies i rebia les ofrenes per al difunt, la seva funció tenia doncs un caràcter funerari.
L'artista el va representar mentre escrivia en posició asseguda amb les cames creuades i damunt d'elles reposa un papir desplegat, mentre és a punt de realitzar la seva labor com escriba, per la qual cosa sosté un càlam a la seva mà (perdut), portant com a peça de vestir un shenti, on recolza el papir.
El seu cos està esculpit en calcària, i els seus ulls tallats en cristall de roca, quars blanc i banús. La seva cara està atenta i la seva mirada és viva; aquesta part del cos és molt realista, ressalten els pòmuls i les galtes, i els ulls aparenten gran realisme. Les mans estan tallades amb acurat detall. La seva postura és una mica hieràtica, i la seva actitud tibant. Presenta plecs en el ventre que fan ressaltar la seva obesitat. La seva bona conservació ens permet veure la policromia antiga, amb l'aplicació dels diferents colors.
Les escultures de déus i faraons de l'Imperi Antic es caracteritzaven per mostrar una actitud hieràtica. No obstant això, per tractar-se d'un cortesà, no és estrany el realisme d'aquesta obra, realitzant la seva activitat, o la representació de l'obesitat de l'escriba i el realisme dels ulls, molt detallats.
Actualment l'estàtua s'exhibeix en el Museu del Louvre de París, França.

## Característiques
- Material: pedra calcària policromada.
- Els ulls són de quars blanc, banús i cristall de roca.
- Altura: 53,7 cm.
- Posició: sedent.
- Moviment: és a punt d'escriure.
- Actitud: hieràtica.